# 雪地圣母堂 (布达佩斯)
雪地圣母堂（匈牙利語：krisztinavárosi Havas Boldogasszony-plébániatemplom）是一座罗马天主教教堂，位于匈牙利布达佩斯布达一侧城堡区克里斯蒂娜城（Krisztinaváros）克里斯蒂娜广场（Krisztina Square）。这是一处保护文物。

## 历史
在17世纪末、18世纪初，布达人口因黑死病而大幅下降。1694年，一位出生于意大利的烟囱清洁工，住在布达城堡区的普通人 Péter Pál Franczin 发誓，如果他和家人能够逃脱，他将会前往意大利北部雷村的圣母朝圣地。他从朝圣地归来，带着一份圣母像的副本回到布达，在他的布达葡萄园里建造了一座木制小堂。他把圣母像放在小堂。在1723年的一场大火中，小堂被烧毁，但圣母像幸存了下来。重建的石头小堂成了朝圣之地；开始的时候是耶稣会，后来是加尔默罗会。1751年玛丽亚·特蕾西娅也参观了圣母像。1757年，本笃十四世参加了该堂的8月5日的雪地圣母瞻礼。
从1791年到1821年，由方济各会管理布达城堡堂区。由于修建克里斯蒂娜城，需要一座更大的教堂，1795年9月13日新教堂奠基，两年后建成。
1836年2月4日，伯爵塞切尼·伊什特万与克雷申切·赛勒恩的婚礼在雪地圣母堂举行。 1837年2月3日，在他们结婚一周年之际，他们的第一个孩子塞切尼·贝拉（Széchenyi Bela）在这里接受了洗礼。 1848年8月5日，洛兰·埃特沃斯（Loránd Eötvös）也在此受洗，当时出生10天，后来成为“物理学家王子”。 1857年6月1日，伊格纳兹·塞麦尔维斯和玛丽亚·魏登霍夫的婚礼也在此举行。1877-1878年，年轻的查诺斯·塞尔诺克（János Csernoch）, 后来成为红衣主教，匈牙利王国的总主教，在这里协助了一年。
1919年6月22日基督圣体圣血节，约瑟夫 切尔尼（József Cserny）在该堂开枪袭击了50名红军士兵；阿尔托德内斯（Artúr Dénes）博士在袭击中丧生。

1993年，堂区开办了小学，1997年又扩大为12个年级的学校。在教堂和学校之间的空间里，有一尊布达佩斯最古老的无原罪圣母雕像的复制品（原作于1927年被送往大都会博物馆）。

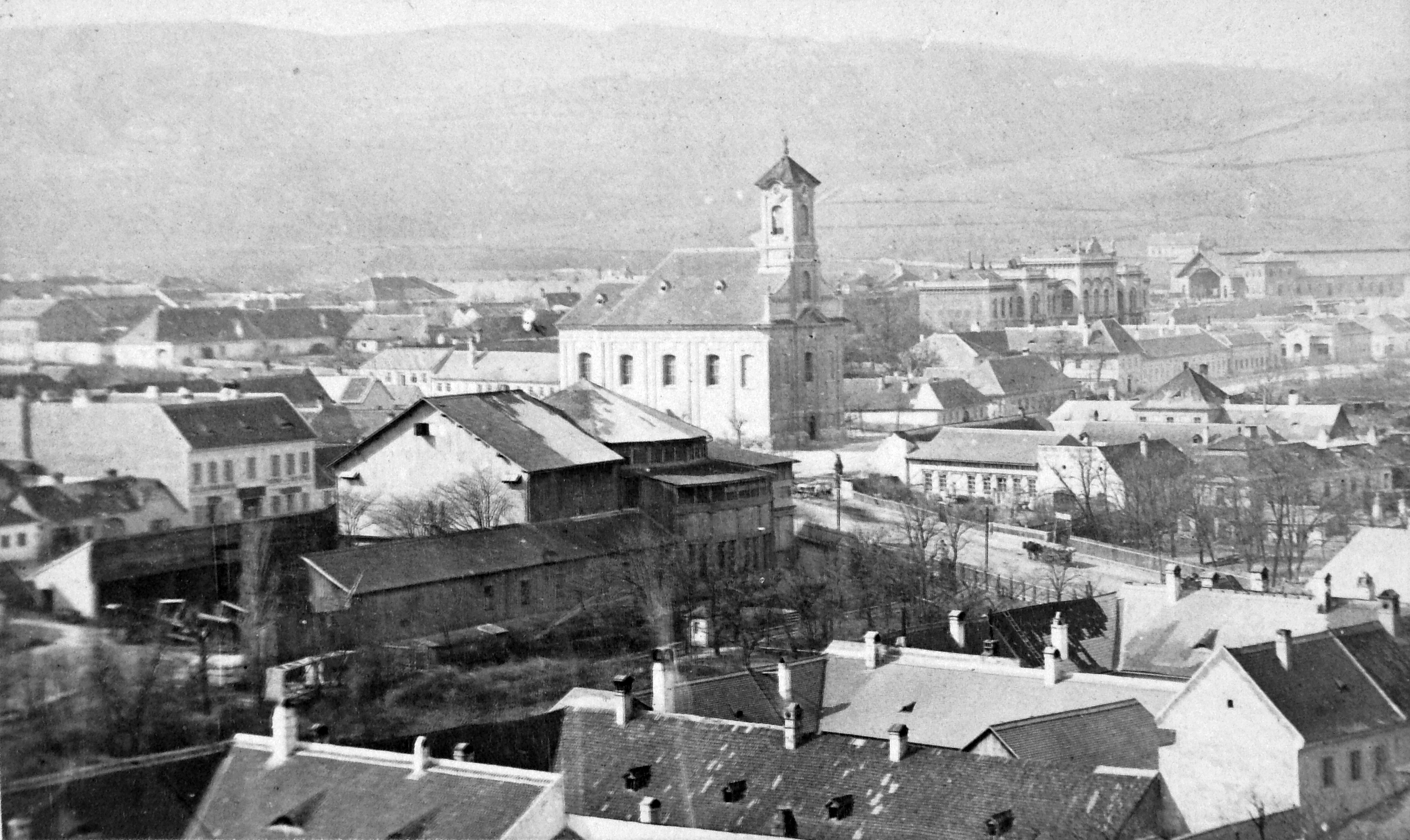
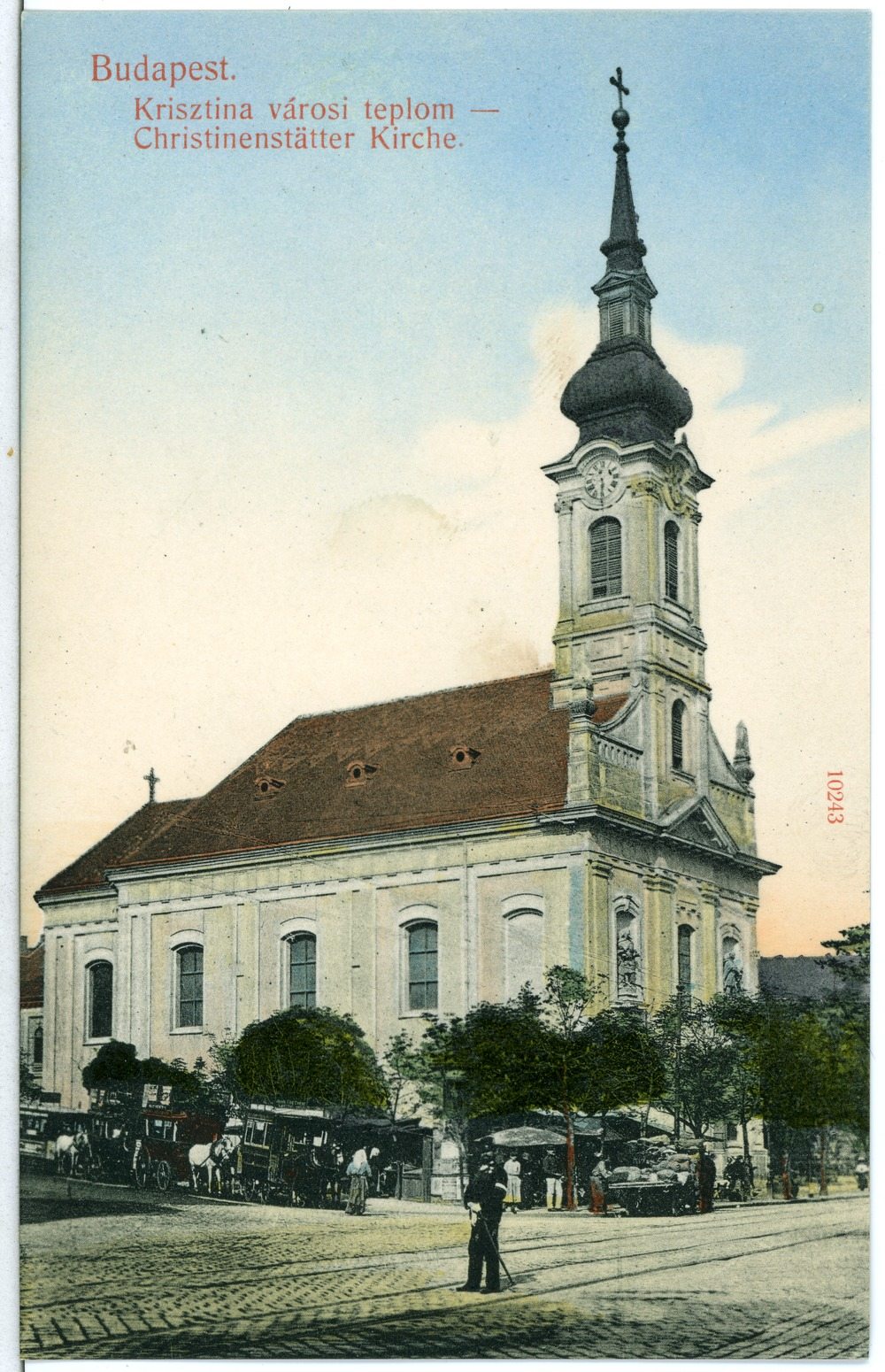
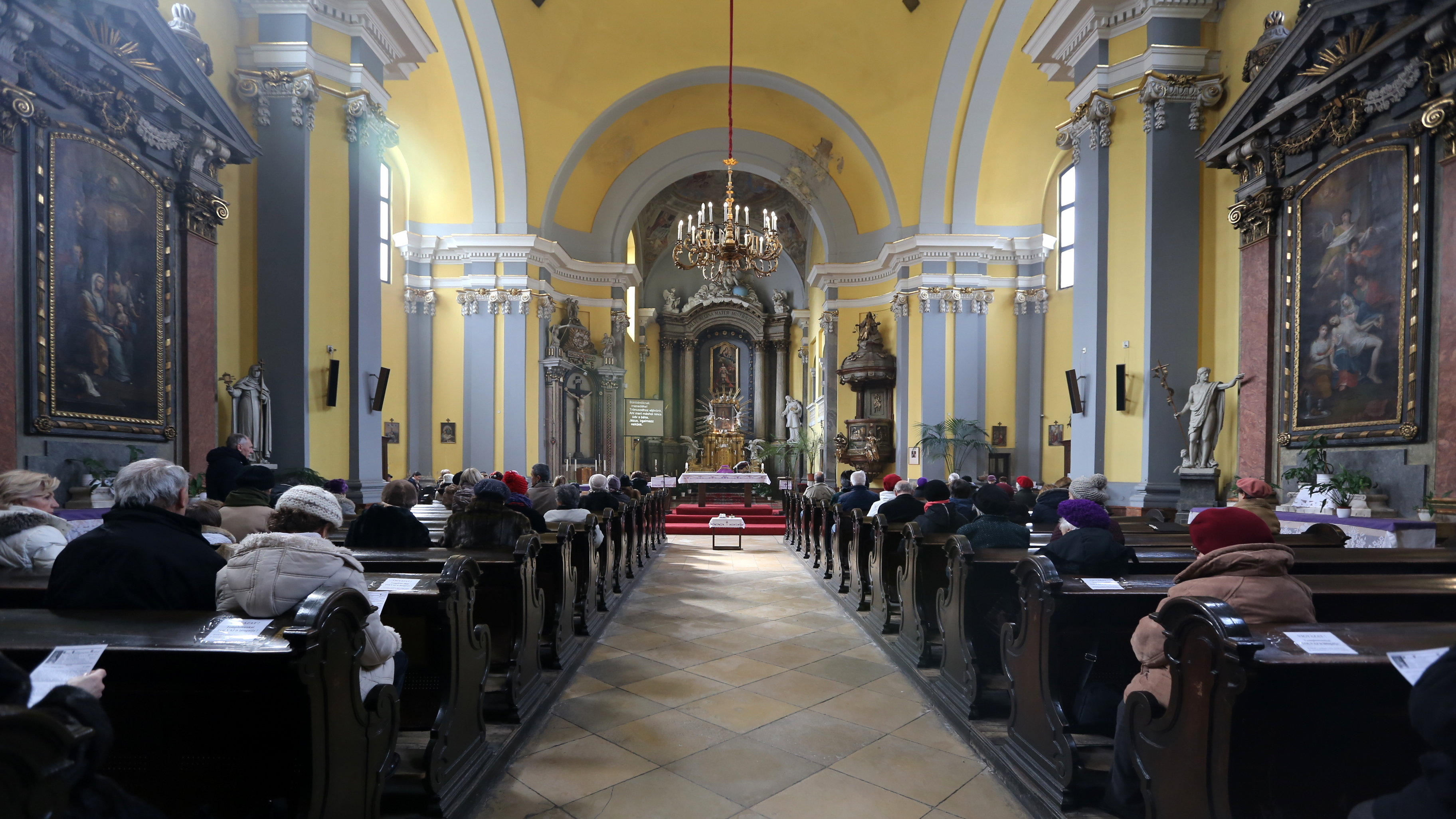